# Jászay-Horváth Elemér
Jászay-Horváth Elemér István János Gáspár (Orosháza, 1888. december 24. – Budapest, 1933. május 10.) magyar költő, író, a Nyugat munkatársa. Költészete formailag értékes, de erősen konzervatív szellemű.

## Élete
1888. szentestéjén született az alföldi Orosházán Jászai-Horváth Károly és Jászai Hermin fiaként. Tizenkét éves korában vesztette el apját, aki mellesleg Babits Mihály édesapjának jó barátja volt. Feltehetően ekkor kezdett el verseket írni. Középfokú tanulmányait a kalocsai gimnáziumban végezte, majd a Budapesti Tudományegyetemen kezdett el jogot tanulni. Budapesten ismerkedett meg Ady Endrével, akinek révén 1908-ban felvette a kapcsolatot a Nyugat munkatársaival, majd 1909-től jelentek meg versei a lapban. 1910-ben költői válságba jutott, így az irodalmi folyóirat nem tartott igényt tovább írásaira. Jó pár évre visszavonult szülővárosába. 1914 és 1923 között élt Orosházán, ugyan itt csak alkalomadtán írt, mégis itt születtek legfontosabb versei és egyetlen meséje, az Árva János. 1916-ban jelent meg Tábortüzek című kötete, mely háborús verseit tartalmazza. A vérontást esztelennek és értelmetlennek tartotta. Végig próbált ember maradni az embertelenségben. 1920-ban megalakult szülővárosában a Kulturtársaság, melynek elnöke illetve az irodalmi szakosztály vezetője lett. Folyamatosan publikált, verseket és színdarabokat írt, a helyi Kacsa című élclap szerkesztője lett. Később édesanyjával visszaköltözött Budapestre és a Magyarság, a Pesti Hírlap, illetve rövid ideig a Borsszem Jankó munkatársa lett jó humorérzékének köszönhetően. Élete végére visszahúzódó, csendes ember lett, alig írt. 1933. május 10.-én hunyt el a fővárosban. Halála után a Nyugat, a Pesti Hírlap és más neves lapok is nekrológgal emlékeztek meg róla.

## Kötetei
- Gyöngyök és könnyek (versek, Gyoma, 1913.)
- Tábortüzek (versek, Gyoma, 1916.)
- Színek és szavak (versek, Gyoma, 1917.)
- Árva János (ifjúsági regény, Gyoma, 1918.)
- Kis kacsa fürdik (versek, Orosháza, 1923.)

## Emlékezete
- 1937 óta őrzi utca a nevét Orosházán
- 1939-ben adták át emléktábláját orosházi szülőházának falán.[3]